# Fresse-sur-Moselle
Fresse-sur-Moselle é uma comuna francesa na região administrativa do Grande Leste, no departamento de Vosges. Estende-se por uma área de 18.41 km². Em 2010 a comuna tinha 1 781 habitantes (densidade: 96,7 hab./km²).